# 克赖希塔尔
克赖希塔尔（德語：Kraichtal，發音：[ˈkʁaɪçtaːl] ⓘ，意为“克赖希河谷”）是德国巴登-符腾堡州卡尔斯鲁厄行政区卡尔斯鲁厄县的城市，面积80.59平方千米，2023年12月31日人口为14,635人。